# Tang-e Loreh
Tang-e Loreh (persiska: تنگ لره, آبسرده) är en ort i Iran.   Den ligger i provinsen Lorestan, i den västra delen av landet, 300 km sydväst om huvudstaden Teheran. Tang-e Loreh ligger 1 949 meter över havet och antalet invånare är 145.
Terrängen runt Tang-e Loreh är kuperad åt sydväst, men åt nordost är den bergig. Runt Tang-e Loreh är det ganska tätbefolkat, med 72 invånare per kvadratkilometer. Närmaste större samhälle är Borujerd, 16,1 km nordost om Tang-e Loreh. Trakten runt Tang-e Loreh består i huvudsak av gräsmarker.